# Regeringen Donald Tusk II
Regeringen Donald Tusk II var Polens regering från den 18 november 2011 fram till den 22 september 2014. Den utsågs av President Bronisław Komorowski den 18 november 2011 och klarade förtroendeomröstningen den 19 november 2011. Regeringen leddes av Donald Tusk från partiet Medborgarplattformen och var en koalitionsregering mellan liberalkonservativa Medborgarplattformen (PO) och agrariska Polska folkpartiet (PSL).
Regeringen avgick den 22 september 2014 till följd av att Donald Tusk valts till Europeiska rådets ordförande några dagar tidigare av ministerrådet.

## Teckenförklaring
|  | Medborgarplattformen |
|  | Polska folkpartiet   |
|  | Oberoende            |

## Ministrar
| Regeringen Donald Tusk                             | Regeringen Donald Tusk | Regeringen Donald Tusk    | Regeringen Donald Tusk |
| Ämbete                                             | Minister               | Minister                  | Period                 |
| -------------------------------------------------- | ---------------------- | ------------------------- | ---------------------- |
| Premiärminister                                    |                        | Donald Tusk               | 18.11.2011 - 22.9.2014 |
|                                                    |                        |                           |                        |
| Vice premiärminister                               |                        | Janusz Piechociński       | 6.12.2012 - 22.9.2014  |
|                                                    |                        |                           |                        |
| Minister för administration och digitalisering     |                        | Michał Boni               | 18.11.2011 - 22.9.2014 |
| Minister för jordbruk och landsbygdsutveckling     |                        | Stanisław Kalemba         | 31.7.2012 - 22.9.2014  |
| Minister för kultur och nationellt kulturarv       |                        | Bogdan Zdrojewski         | 18.11.2011 - 22.9.2014 |
| Minister för ekonomin                              |                        | Janusz Piechociński       | 6.12.2012 - 22.9.2014  |
| Minister för miljön                                |                        | Marcin Korolec            | 18.11.2011 - 22.9.2014 |
| Finansminister                                     |                        | Jan Vincent-Rostowski     | 18.11.2011 - 22.9.2014 |
| Utrikesminister                                    |                        | Radosław Sikorski         | 18.11.2011 - 22.9.2014 |
| Hälsovårdsminister                                 |                        | Bartosz Arłukowicz        | 18.11.2011 - 22.9.2014 |
| Inrikesminister                                    |                        | Jacek Cichocki            | 18.11.2011 - 22.9.2014 |
| Justitieminister                                   |                        | Jarosław Gowin            | 18.11.2011 - 22.9.2014 |
| Arbetsmarknads- och socialminister                 |                        | Władysław Kosiniak-Kamysz | 18.11.2011 - 22.9.2014 |
| Försvarsminister                                   |                        | Tomasz Siemoniak          | 18.11.2011 - 22.9.2014 |
| Utbildningsminister                                |                        | Krystyna Szumilas         | 18.11.2011 - 22.9.2014 |
| Minister för regional utveckling                   |                        | Elżbieta Bieńkowska       | 18.11.2011 - 22.9.2014 |
| Minister för vetenskap och högre utbildning        |                        | Barbara Kudrycka          | 18.11.2011 - 22.9.2014 |
| Sport- och turismminister                          |                        | Joanna Mucha              | 18.11.2011 - 22.9.2014 |
| Minister för statskontoret                         |                        | Mikołaj Budzanowski       | 18.11.2011 - 22.9.2014 |
| Minister för transport, byggnation och havsekonomi |                        | Sławomir Nowak            | 18.11.2011 - 22.9.2014 |
| Minister utan portfölj                             |                        | Tomasz Arabski            | 18.11.2011 - 22.9.2014 |